# Albert Folch i Rusiñol
Albert Folch i Rusiñol (Barcelona, 1922 - 1988) fou un químic i empresari català, fill de Joaquim Folch i Girona, germà del poeta Jorge Folch i Rusiñol i renebot de Santiago Rusiñol.

## Biografia
Estudià enginyeria tècnica química, amplià els estudis als EUA i es graduà com a professor mercantil. Es casà amb Margarita Corachan Graells, filla de l'il·lustre cirurgià Manuel Corachan i Garcia.
Es va afeccionar a l'etnologia quan feia el servei militar, ja que viatjava sovint a Àfrica per a col·laborar en la construcció d'una planta d'aigua potable, i un dia va tornar a Barcelona amb una escultura fang, que seria la primera de la seva col·lecció. Des d'aleshores desenvolupà una gran tasca com a patrocinador d'expedicions científiques arreu del món. Es va fer amic de l'escultor Eudald Serra i Güell, i ambdós viatjaren plegats a Borneo, Papua-Nova Guinea, Ladakh, Burkina Faso i Sikkim. Amb aquest objecte creà el 1976 la Fundació Folch, i col·laborà amb el Museu Etnològic de Barcelona, al qual cedí vora 4.000 escultures africanes, d'aborígens australians i altres. L'any 2011, la fundació cedeix íntegrament la seva col·lecció a l'Etnològic, que es podrà visitar un cop s'hagin realitzat obres de reforma.
Aquesta contribució a la cultura li valgué la medalla d'or de l'Ajuntament de Barcelona al Mèrit Científic i el 1985 la Creu de Sant Jordi de la Generalitat de Catalunya.

## Obres
- Arte del Sepik (1966)
- Arte aborigen australiano (1967)
- Arte negro africano (1968)
- Arte en la India (1969)